# アタカマ石

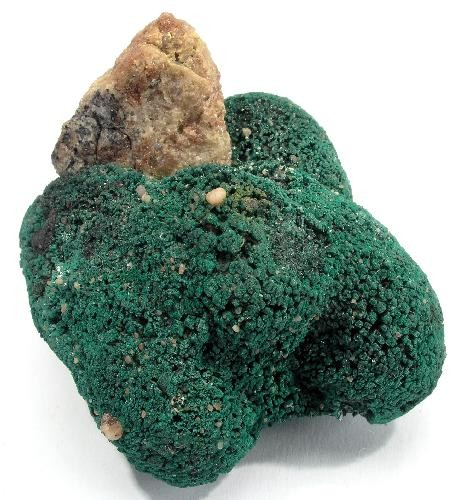
南オーストラリア、Mt. Gunson産のアタカマ石

アタカマ石（アタカマせき、atacamite、アタカマ鉱）は、ハロゲン化鉱物の一種。化学組成は Cu2(OH)3Cl、結晶系は斜方晶系。

## 産出地
主な産地はアタカマ砂漠の他、乾燥地域であるアメリカ合衆国のユタ州などである。日本では東京都の三宅島に産する。
比較的稀な鉱物で、銅を含む一次鉱物が砂漠で風化、または酸化されたときに生成する。火山噴出物・熱水噴出孔・変質した青銅や銅の人工物からも報告されている。
赤銅鉱・ブロシャン銅鉱・青鉛鉱・カレドニア鉱・孔雀石・珪孔雀石、またはそれらの多形と共に産する。

## 性質・特徴
塩基性塩化銅である。結晶として、或いは繊維状、粒状の集合体でも産出する。
ボタラック石（単斜晶系）・単斜アタカマ石（単斜晶系）・パラアタカマ石（三斜晶系）などの多形を示す。

## 用途・加工法
銅鉱石としての利用はさほど多くない。

## サイド・ストーリー
名称は、1801年にアタカマ砂漠で発見されたことに由来する。
チロリ属の多毛類の中に、顎の一部がアタカマ石でできているものがいる。

## アタカマ石族
- アタカマ石（atacamite）- Cu2(OH)3Cl、斜方晶系
- ボタラック石（botallackite）- Cu2(OH)3Cl、単斜晶系
- 単斜アタカマ石（clinoatacamite）- Cu2(OH)3Cl、単斜晶系
- ギラード石（gillardite）- Cu3Ni(OH)6Cl2、三方晶系
- アイデ石（haydeeite）- Cu3Mg(OH)6Cl2、三方晶系
- ハーバードスミス石（herbertsmithite）- Cu3Zn(OH)6Cl2、三方晶系
- カペッラス石（kapellasite）- Cu3Zn(OH)6Cl2、三方晶系
- パラアタカマ石 paratacamite - Cu3(Cu,Zn)(OH)6Cl2、三斜晶系